# Koudegetal
Het koudegetal, ook wel aangeduid als het hellmanngetal (H) van een bepaald jaar is een eenheid om de totale hoeveelheid koude in het tijdvak vanaf 1 november van het voorgaande jaar tot en met 31 maart van het betreffende jaar te bepalen. Het is genoemd naar de Duitse meteoroloog Gustav Hellmann. De tegenhanger is het warmtegetal om de hoeveelheid zomerwarmte weer te geven.

## Achtergrond
Het hellmanngetal wordt verkregen door over dit tijdvak alle etmaalgemiddelde temperaturen beneden het vriespunt te sommeren met weglating van het minteken. De gemiddelde etmaaltemperatuur wordt berekend uit het gemiddelde van alle 10 minuten waarnemingen. Bij gebrek aan deze waarnemingen wordt soms het gemiddelde van de maximum- en minimumtemperatuur gebruikt om aan de etmaalgemiddelde temperatuur te komen, of uit meerdere waarnemingen op één dag. Hieruit kan een indicatie van het hellmanngetal worden gemaakt. 
Het voordeel van deze methode om de strengheid van een winter te bepalen is, boven enkel de gemiddelde temperatuur te nemen, dat een zeer zachte periode een zeer koude periode niet kan compenseren. Een eenmaal verkregen koudegetal is immers onherroepelijk. Als bijvoorbeeld de eerste helft van de winter zeer koud verloopt en de tweede helft juist zeer zacht (of andersom), zal het eindresultaat voor de winter als geheel een gemiddelde temperatuur rond de normale waarde zijn, terwijl de hellmannscore hoog blijft.
Er kleven ook nadelen aan deze methode: zo zal bijvoorbeeld een winter met veel nachtvorst, waarbij de temperatuur desondanks overdag steeds (ruim) boven het vriespunt uitkomt, toch een laag hellmanngetal hebben, ondanks de niet onaanzienlijke hoeveelheid vorst in totaal. Ook zal een winter met een gemiddeld hoge temperatuur maar desondanks enkele ijsdagen al snel een vrij hoge hellmannscore kennen. Er zijn daarom nog diverse alternatieve methoden in omloop om de strengheid van een winter te bepalen, zoals het vorstgetal.

## Classificatie
| Koudegetal Hellmann (H) | Classificatie      |
| ----------------------- | ------------------ |
| H > 300                 | Streng             |
| H > 160                 | Zeer koud          |
| H > 100                 | Koud               |
| H < 100                 | Normaal            |
| H < 40                  | Zacht              |
| H < 20                  | Zeer zacht         |
| H < 10                  | Buitengewoon zacht |

| Koudegetal Hellmann (H) | Classificatie |
| ----------------------- | ------------- |
| H > 400                 | Zeer streng   |
| H > 301                 | Streng        |
| H > 201                 | Matig streng  |
| H > 100                 | Normaal       |
| H < 100                 | Zeer zacht    |

## Historie in Nederland
In Nederland zijn de koudegetallen door het KNMI vastgesteld vanaf 1901. Onderstaande cijfers gelden voor De Bilt. In het verleden zijn er nog strengere winters geweest; de winter van 1789 scoorde achteraf teruggerekend circa 354,1 punten in Zwanenburg.  Meteorologische metingen van voor 1901 zijn van mindere kwaliteit en zijn niet één op één te vergelijken met de huidige metingen en meetplaatsen. De winter van 2014 was de eerste winter sinds het begin van de officiële metingen die 0,0 punten scoorde.

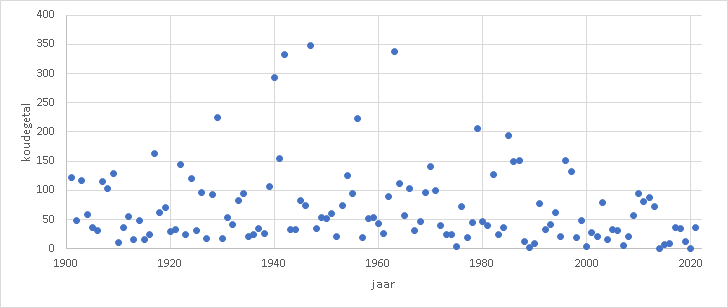
Koudegetal over de periode 1900-2021

De top tien van de periode 1901 tot en met 2022 is:
| Rang | Jaar | Koudegetal |
| ---- | ---- | ---------- |
| 01.  | 1947 | 348,3      |
| 02.  | 1963 | 337,2      |
| 03.  | 1942 | 333,5      |
| 04.  | 1940 | 294,0      |
| 05.  | 1929 | 225,2      |
| 06.  | 1956 | 222,9      |
| 07.  | 1979 | 205,7      |
| 08.  | 1985 | 193,6      |
| 09.  | 1917 | 163,2      |
| 10.  | 1941 | 154,8      |

| Rang | Jaar | Koudegetal |
| ---- | ---- | ---------- |
| 01.  | 2014 | 0,0        |
| 02.  | 2020 | 0,1        |
| 03.  | 1989 | 1,9        |
| 04.  | 1975 | 3,2        |
| 05.  | 2000 | 3,6        |
| 06.  | 2007 | 4,8        |
| 07.  | 2022 | 6,6        |
| 08.  | 2015 | 7,8        |
| 09.  | 1990 | 8,4        |
| 10.  | 2016 | 9,6        |

10cm-temperatuur · bodemtemperatuur · hittegolf · ijsdag · koudegetal · koudegolf · luchttemperatuur · temperatuursom · tropennacht · tropische dag · vorst aan de grond · vorstdag · vorstperiode · warme dag · warmtegetal · zachte dag · zomerse dag 

Vorst: lichte vorst · matige vorst · strenge vorst · zeer strenge vorst